# Afrophisis
Afrophisis is een geslacht van rechtvleugeligen uit de familie sabelsprinkhanen (Tettigoniidae). De wetenschappelijke naam van dit geslacht is voor het eerst geldig gepubliceerd in 1991 door Jin & Kevan.

## Soorten
Het geslacht Afrophisis omvat de volgende soorten:
- Afrophisis carminator Bolívar, 1906
- Afrophisis dumosa Karsch, 1896
- Afrophisis leptopennis Jin & Kevan, 1991
- Afrophisis tanzanica Jin & Kevan, 1991